# جوزيف كرام
جوزيف كرام (30 سبتمبر 1907فيلادلفيا،بنسيلفانيا - 8 مايو 1991) (بالإنجليزية: Joseph Kramm)‏ كاتب مسرحي وممثل ومخرج أمريكي. حصل على جائزة بوليتزر عن فئة الدراما في عام 1952 عن مسرحيته  الدقنوش (محاولة انتحار)، والتي تم تحويلها لاحقًا إلى فيلم يحمل نفس العنوان في عام 1955.

## أعماله
- مسرحية صرخة الحارس 1947.
- مسرحية العمالقة أبناء العمالقة 1962.
- مسرحية محاولة انتحار (الدقنوش) 1952.